# XXX (2016)
XXX é um filme erótico produzido na Índia e dirigido por Ken Ghosh. Lançado em 2016, foi protagonizado por Kyra Dutt, Aparnaa Bajpai, Pryanca Talukdar e Aparna Sharma.